# 消色差望遠鏡

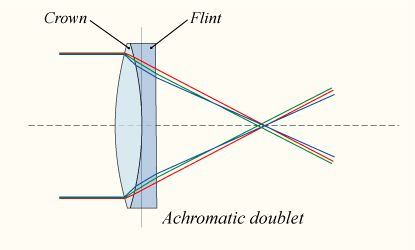
一對消色差透鏡將不同波長的可見光聚集在幾乎相同的焦點上。

消色差望遠鏡是利用消色差透鏡修正色差的折射望遠鏡。

## 如何運作
當一個影像經過透鏡時，不同波長的光線有不同的偏折角度，這使得不同顏色的光匯聚在不同的焦距（焦點）。例如，一個影像的紅色端的光譜匯聚在紅光的焦平面上，藍色端的光譜匯聚在藍光的焦平面上，這種現象在遠離中心線的區域會格外的明顯，恆星的影像在一側呈現藍色，另一邊則呈現橘色。早期的折射望遠鏡使用非消色差透鏡，因此要使用非常長的焦距來掩飾色差，消色差望遠鏡則使用消色差透鏡來矯正色差。消色差透鏡是使用色散不同的兩種材料製成的複合透鏡，一個是由燧石玻璃製成，有較高色散的凹透鏡；另一個是冕牌玻璃製成，色散較低的凸透鏡。而因為燧石玻璃較易受到大氣的侵蝕，所以冕牌玻璃製成的凸透鏡通常被放置在鏡頭的前端。透鏡相互緊鄰在一起，以便一個的色差能被另一個抵消掉。但冕牌玻璃的正透鏡光學倍率不會被燧石玻璃的負透鏡抵消掉，因此在結合之後仍是較低的正透鏡，並將不同顏色的光線聚集在相同的焦點上。

## 消色差望遠鏡的設計

### 里梭雙透鏡
使用R1=R2的等凸面的冕牌玻璃透鏡，和R3=-R2的平凹燧石玻璃透鏡。因為R3和R2有相同的曲率半徑，因此能在兩者之間產生一個影像，同時在平坦的R4後方的鏡筒內也產生另一個影像。

### 夫琅和費
R1 被設計得比R2大，並且R2 被設計得接近但不等於R3，R4通常又大於R3。

### 克拉克雙透鏡
使用R1=R2的等凸面的冕牌玻璃透鏡，和R3～R2且R4>>R3的燧石玻璃透鏡。R3在設計上略小於R2，造成R2和R3之間的焦點錯置，因而減少了冕牌玻璃和燧石玻璃之間的鬼影。

### 油隙雙透鏡
使用油封消除在冕牌玻璃和燧石玻璃之間的鬼影，能夠略微增加光線的穿透力和減少R2和R3鏡面因誤差造成的碰撞，在R2=R3時，會特別有效。